# Lilly Sueß-Eisenlohr

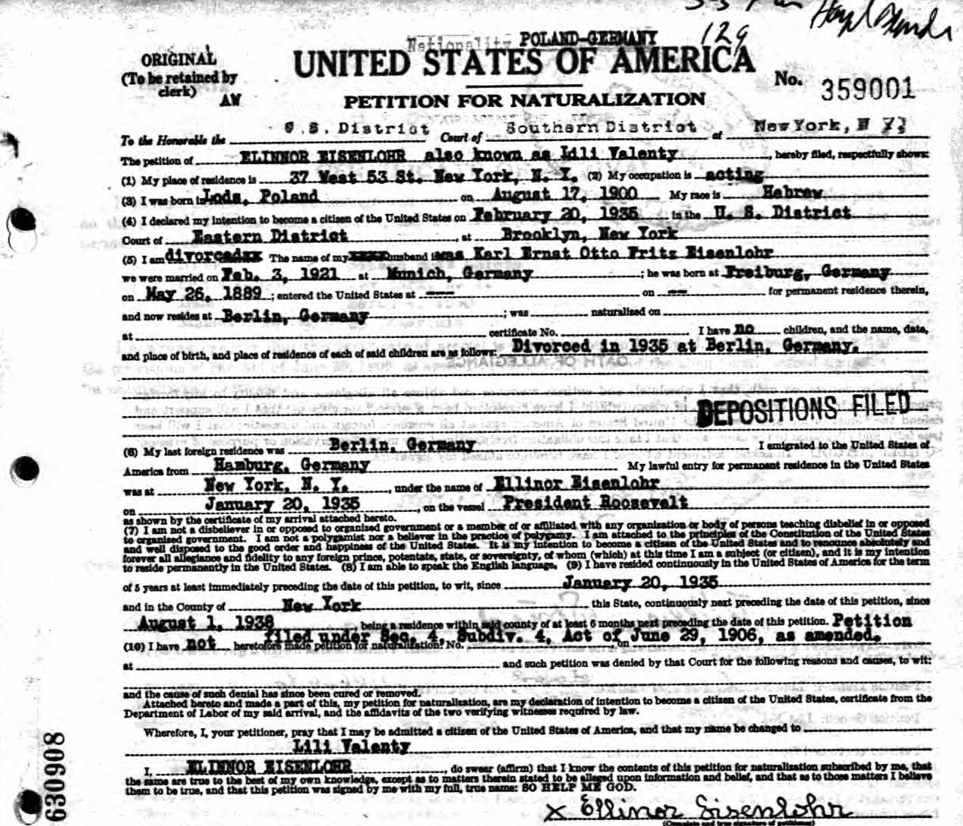
Petycja Ellinor Suess-Eisenlohr o naturalizację. Nowy Jork, 1940 rok

Lilly Sueß-Eisenlohr, także Lili Valenty (ur. 17 sierpnia 1900 w Łodzi jako Ellinor Maritana Suess, zm. 11 marca 1987 w Hollywood) – niemiecko-amerykańska aktorka teatralna, filmowa i telewizyjna.

## Działalność
Aktorskie umiejętności Lilly Sueß zdobywała w berlińskiej szkole dramatycznej Maxa Reinhardta. W latach 1923–1933 występowała m.in. w teatrach Królewca (1923/1924), Hamburga (1924/1925 oraz 1928/1929), Mannheim (1925/1926), Wiesbaden(1926–1928) i Berlina (1932/1933). Po emigracji do Stanów Zjednoczonych początkowo zamieszkała i grała na scenach w Nowym Jorku, w późniejszym okresie przeniosła się do Los Angeles.
Jeszcze w Niemczech rozpoczęła karierę filmową, występując w filmach niemych oraz w pierwszych filmach dźwiękowych. W latach sześćdziesiątych zaczęła występować w filmach i serialach telewizyjnych. Grała m.in. u boku Anny Magnani oraz Elvisa Presleya.

## Życie prywatne
Rodzicami Ellinor Maritany Suess byli skrzypaczka Rosa Schindler-Süss i łódzki kupiec Georg Süss (data i miejsce urodzenia nieznane, zm. 16 marca 1919 roku w Łodzi, pochowany tamże na cmentarzu ewangelicko-augsburskim). 14 sierpnia 1904 roku Suess została ochrzczona w kościele ewangelickim w Oleśnie. Po ojcu, niemieckim ewangeliku żydowskiego pochodzenia, nabyła obywatelstwo niemieckie, którego zrzekła się w 18 października 1920 roku na rzecz obywatelstwa polskiego.
3 lutego 1921 roku w Monachium wyszła za mąż za niemieckiego dramaturga, pisarza i wydawcę, Friedricha Eisenlohra. Podczas ich wspólnego pobytu w Wiesbaden (1926–1928) ukazała się zadedykowana „Lili Ferrat Eisenlohr, Meine Frau” autobiograficzna powieść Friedricha Das gläserne Netz: ein Roman aus dem Anfang des XX. Jahrhunderts (1927). Pojawiający się w dedykacji pseudonim „Ferrat” był odniesieniem do nazwiska Eisenlohr. Małżeństwo z Friedrichem zakończyło się w 1935 roku po wejściu w życie ustaw norymberskich. Na skutek antysemickich prześladowań, w tym samym roku, Lilly Eisenlohr opuściła Europę i wyjechała do Stanów Zjednoczonych, gdzie kontynuowała karierę aktorską jako Lili/Lily Valenty.
Sueß-Eisenlohr była siostrą tłumaczki i pisarki Ilony Ralf Sues oraz Harrego Egona Arno Suessa (ur. 7 września 1905 w Łodzi, zm. 24 kwietnia 1970, tamże, pochowany na cmentarzu ewangelicko-augsburskim).